# Strongylopus grayii
Strongylopus grayii es una especie  de anfibios de la familia Pyxicephalidae.

## Distribución geográfica
Se encuentra en Lesoto, Sudáfrica, Suazilandia y, posiblemente en Botsuana y Namibia. Introducida en Santa Helena.